# Shy Melómano
Ariel Alejandro Castillo Quezada (Santo Domingo, 8 de enero de 1999) (Más conocido como Shy Melómano) es un artista y productor musical dominicano, a sus 21 años ha sido catalogado como uno de los productores jóvenes con mayor notoriedad en géneros como el Indie pop, Lo Fi Hip hop y Chill Out Music de la República Dominicana, en parte gracias a su proyecto musical secundario Sad Melómano.
Nominado a 3 Premios Indie Dominicanos (Año 2022) su proyecto musical como solista oscila entre el Indie Pop, Indie rock y R&B. En canciones como "Drive safe", "Bossa para que te vayas" y algunas otras, demuestra su dominio al cantar en múltiples idiomas y géneros.
Shy es conocido por aportar como productor musical a numerosos proyectos artísticos de la escena independiente en la República Dominicana. También es conocido por tener un sonido bastante variado en su discografía como solista.

## Trayectoria

#### Inicios
Shy melómano, comenzó su carrera musical siendo intérprete y guitarrista del grupo de rock Xplore the Inside que luego cambió su nombre a "Sofía" y poco después entró en estado de inactividad. Años más tarde, se dedicó a aprender a manejar algunos programas de audio y producir instrumentales de diversos géneros como synthpop, pop, y géneros del hip hop. En ese tiempo de aprendizaje, también pudo realizar algunas composiciones de música clásica y aprender a componer música retro para videojuegos. 
Por un tiempo estudió Psicología industrial en la Universidad Católica de Santo Domingo y a mitad de la carrera decidió retirarse para dedicarle más tiempo al estudio de la música. Aprendió a tocar instrumentos de forma empírica. Sin embargo, tomó algunas lecciones de guitarra en las clases extracurriculares de la Universidad Nacional Pedro Henríquez Ureña en Santo Domingo, más tarde decidió emprender sus estudios de producción musical en estudio de grabación en el Instituto de Tecnoacústica y varios técnicos en institutos como SDQ Training Center, Vonkelemen etc.
A sus veinte años, antes de ser conocido, en su afán de producir consigue conocer y entender el género Lo Fi - Chill Out y realizar agradables fusiones de jazz y hip hop, combinando elementos propios del ritmo. Es ahí cuando decide crear su primer y más emblemático proyecto , “Sad Melómano”. 

#### Proyecto Sad Melómano
El proyecto Sad Melómano nace luego de algunos intentos de producir música instrumental relajante, específicamente Lo Fi hip hop. Bajo este nuevo pseudónimo, el cual su significado literal es "melómano triste", e inspirado en la naturaleza, las emociones y escenarios tranquilos, en el proyecto Sad Melómano, Shy trata de diseñar su propio sonido, y dejar su huella en el Lo Fi hip hop. 
Su técnica consiste en grabar múltiples pistas de acompañamiento, basadas en recursos de baja fidelidad, samples y grabaciones de audio. Normalmente en sus pistas como Sad Melómano, se suelen escuchar elementos suaves, y sencillos, a veces con musicalización ambiental, personas hablando, sonidos de lluvia, naturaleza, y ambientes diferentes superponiendo todos estos elementos hasta crear un sonido compacto que brinda una sensación armoniosa, relajante y tranquila.
Shy Melómano es uno de los principales productores e intérpretes de Chill Out y Lo Fi Music en la República Dominicana. En el proyecto "Sad Melómano" (dedicado al Lo Fi Hip Hop) ha lanzado a la fecha diez discos de estudio (álbumes y/o EPs) y cuatro sencillos, sosteniendo un alcance mayormente centrado en México, Estados Unidos, Alemania, Argentina, entre otros..
En octubre del 2020 da a conocer su firma bajo el sello discográfico alemán Vinyl Digital con quienes hasta la fecha, habría publicado un EP y un sencillo.

## Carrera como solista (Proyecto Shy Melómano)
Un año más tarde, luego de haber adquirido experiencia con el proyecto "Sad Melómano, Shy decide lanzarse como solista, en su proyecto musical principal "Shy Melómano", debutando con su primer lanzamiento "Contigo" que mezcla sus influencias de géneros como el Lofi hip hop e Indie Pop. Definiendo su estilo y ubicándolo entre la música Indie, y el R&B con sencillos como "Oh she knows", "ghost girl" y "bossa para que te vayas", también comenzó a participar creativamente y como productor en proyectos como ISSADE, Inka, Manu Rozz, entre otros proyectos, lo cual lo ha llevado a ser considerado una pieza importante en el desarrollo de la música indie en República Dominicana .
En 2024 luego del lanzamiento de varios discos (EP) y sencillos, Shy Melómano anuncia su primer album debut, el cual contará con más de 10 canciones nuevas y traerá colaboraciones con artistas locales. Con este disco Shy Melómano promete mostrar lo que considera su "verdadero sonido" .  

### Discografía como solista

#### Sencillos
- Contigo[7]

- Donde Aterrizar (ft. El Mago)[8]

- Oh She Knows[9]

- Te llegará esta canción a tu DM

- Mientras tanto[10]

- ghost girl (ft. Matsumura & Nick Young Fire)

- Bossa para que te vayas (ft. Matsumura & Vita y Ya)

- Cactus (Junto a Emill Nuñez)[12]

- Fiesta en Marte (Ft. El Mago)

- Contigo (versión bolero)

- Drive safe

- Body Jazz

- Encanto (Live)

- Otro yo

- 19hz

- Desconectados

- Koi no yokan (Ojitos lindos)

EP's
- 1999 (EP)

- Find me a Jazzist Vol. 1

- DANCE remix compilation

- De mariposas y planetas

- Neurodivergente

- Neurotípico

- El club de los poetas tuertos

- DE EXTRAÑOS A FANTASMAS

### Discografía del proyectoLo Fi"Sad Melómano"

#### Álbumes
- Chill in Purple (remastered)[13]
- Room 4 2
- What If City[14]
- Backpack Memories (ft. Carrion Beats)
- The Oniric Adventures

#### EP’S
- I care too much
- Pumpkinomicon
- Zen Garden / Surf (ft. Sans Souci)
- Blissful Sun (ft. Sans Souci)
- Bloom (ft. UnJuanMás)

#### Sencillos
- W.D.Y.L.M?
- Leaf
- Swan's phone song (Suanfonson lofi)
- Sunflower
- Lofi steps (Cover de Giant's Steps)